# Neuapostolische Kirche (Berlin-Schmargendorf)

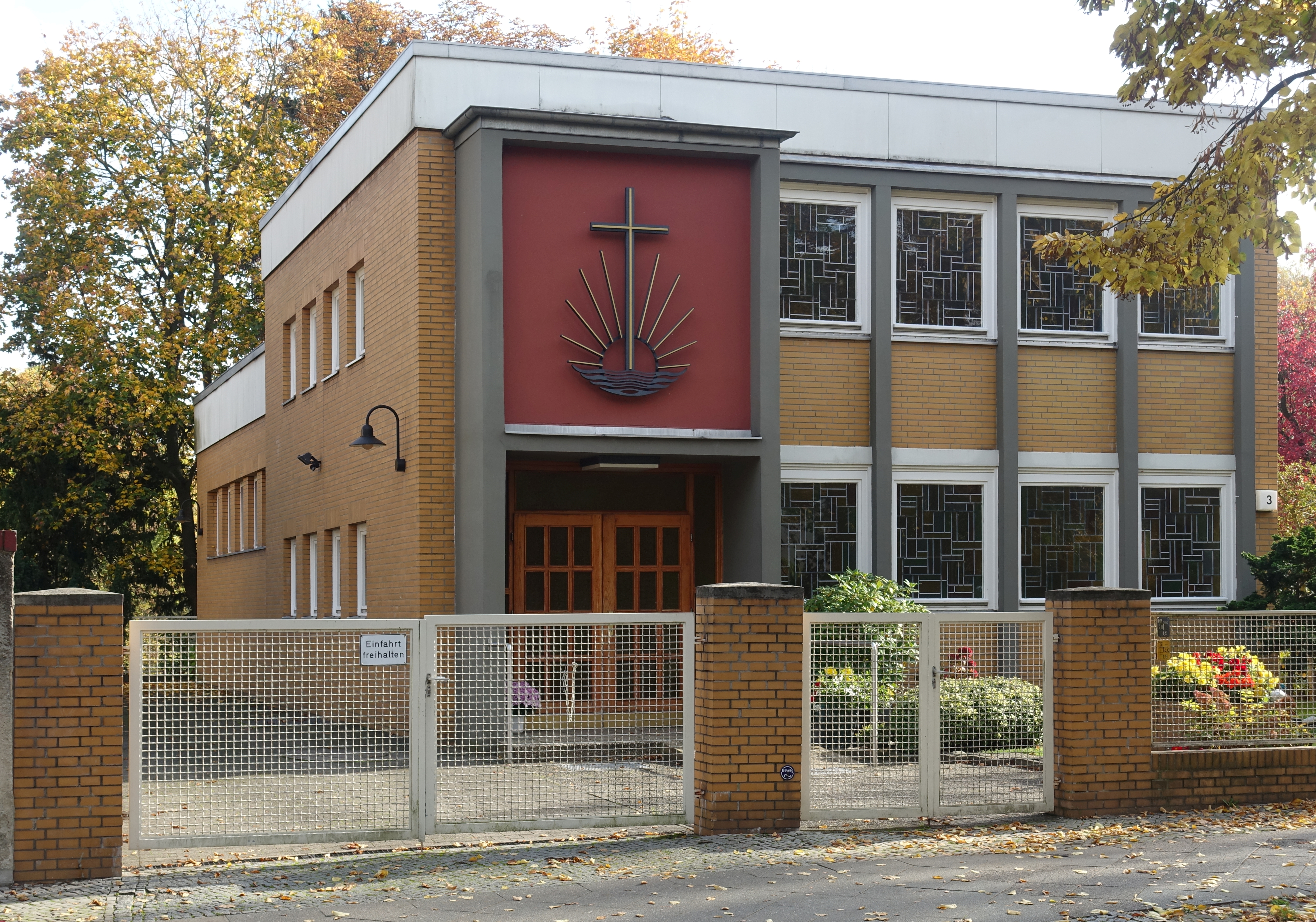
Neuapostolische Kirche (Berlin-Schmargendorf)

Die Neuapostolische Kirche (Berlin-Schmargendorf) steht in der Warnemünder Straße 3 im Berliner Ortsteil Schmargendorf des heutigen Bezirks Charlottenburg-Wilmersdorf. Sie wurde am 15. Januar 1972 eingeweiht.

## Geschichte
Die Entstehung der Gemeinde Schmargendorf geht auf das Ende des vorigen Jahrhunderts zurück. Einige Mitglieder der Gemeinde Schöneberg, eine der vier Hauptgemeinden in Berlin, wohnten in der Heiligendammer Straße in Schmargendorf. Sie besuchten zunächst die Versammlungsstätten der Neuapostolischen Kirche von Wilmersdorf. Nach dem Zweiten Weltkrieg wohnten damals in Schmargendorf etwa 120 Glaubensgeschwister. Für sie wurden seit dem 7. August 1949 in der Aula der Schule in der Reichenhaller Straße 8 regelmäßig Gottesdienste abgehalten. Die Gemeinde Schmargendorf versammelte sich dort bis zur Einweihung einer eigenen Kirche.
Man bemühte sich ein Grundstück für eine eigene Kirche zu finden, das zentral und gut erreichbar gelegen sein sollte, sowohl zu Fuß als auch mit dem Autobus. Im Herbst 1969 konnte dann ein Grundstück erworben werden, das geradezu ideal gelegen ist. Inzwischen wurden zweckmäßige Renovierungen durchgeführt und eine kleine Pfeifenorgel (Positiv) aufgestellt.
Die Gemeinde Schmargendorf, die seit Oktober 2006 mit zehn weiteren Gemeinden zum Bezirk Berlin-Südwest der Neuapostolischen Kirche Berlin-Brandenburg gehört, soll mit der Gemeinde Schöneberg vereinigt werden. 

## Baubeschreibung
Der mit Klinker verblendete Mauerwerksbau besteht aus 2 flachgedeckten Baukörpern unterschiedlicher Höhe. Der zweigeschossige Baukörper auf quadratischem Grundriss hat zur Straßenseite das Portal. Neben dem Portalbereich hat der Baukörper 4 Achsen mit Fenstern in beiden Etagen. Die eingeschossige Saalkirche befindet sich dahinter. Das querrechteckige Kirchenschiff hat bis auf die Altarwand rundherum Fenster. Alle Fenster sind mit moderner Glasmalerei ausgestattet.
Der Altar steht auf einem Podest. Vor der Altarwand steht ein Positiv mit einem Manual, einem Pedal und 7 Registern.